# 一日重生
《一日重生》（For One More Day）是由美國作家米奇·艾爾邦繼《在天堂遇見的五個人》及《最後14堂星期二的課》兩本小說後所創作的一部小說，於2006年出版。中文簡體版由上海譯文出版社於2007年引進，繁體版由台灣大塊文化出版社出版。
小說內容以死亡為主軸，敘述一個潦倒的男子與他母親之間的故事，並呈現男子如何與逝去的母親度過僅有的一天。

## 內容簡介
查理·貝奈特是一個失落的中年男士，自從退出職業棒球員的身份後，做任何事亦沒有成功過，包括他的事業、經濟、家庭。他曾投資酒吧，結果酒吧在兩年後結業，曾當過推銷員，結果反被一位金融經紀推銷，輸掉所有積蓄。於是貝奈特每天酗酒度日，最終妻子決定與他離婚，而女兒瑪麗亞結婚時亦沒有邀請他出席，只是在事後寄出通知書，貝奈特對人生感到心灰意冷，決定一死了事，於是他回到自己的老家自殺。在回老家的途中，他發生了嚴重的交通意外，幸運地他只是受到輕傷，接著嘗試在高塔自殺時，又是大難不死。後來他回到自己的老家中，見到自己已去世八年的母親。
貝奈特多得到一天與母親相處的時間，許多兒時遇到的家庭難題都在今天獲得解答，母親告訴了他他父親當年離開的原因，而貝奈特亦想起過去母親守護家庭的種種往事，發覺原來一直有人如此愛自己，最終決定不再自殺，場景回到車禍現場。
小說的結尾敘述貝奈特戒掉酗酒的習慣，與家人重新聯繫，尤其是他的女兒瑪麗亞。最後，瑪麗亞就是整個故事的敘述者。

## 反應
此小說得到兩極化的反應，一些人相當讚許這本書，認為故事相當的感化人心（hugely effective），非常特別（exceptional）；負面的評論認為這本書過於甜膩（syrupy） and "lazy, sloppy literature"。不論如何，此書的銷量相當不錯，登上美國紐約時報暢銷書榜。